# Дорожная команда

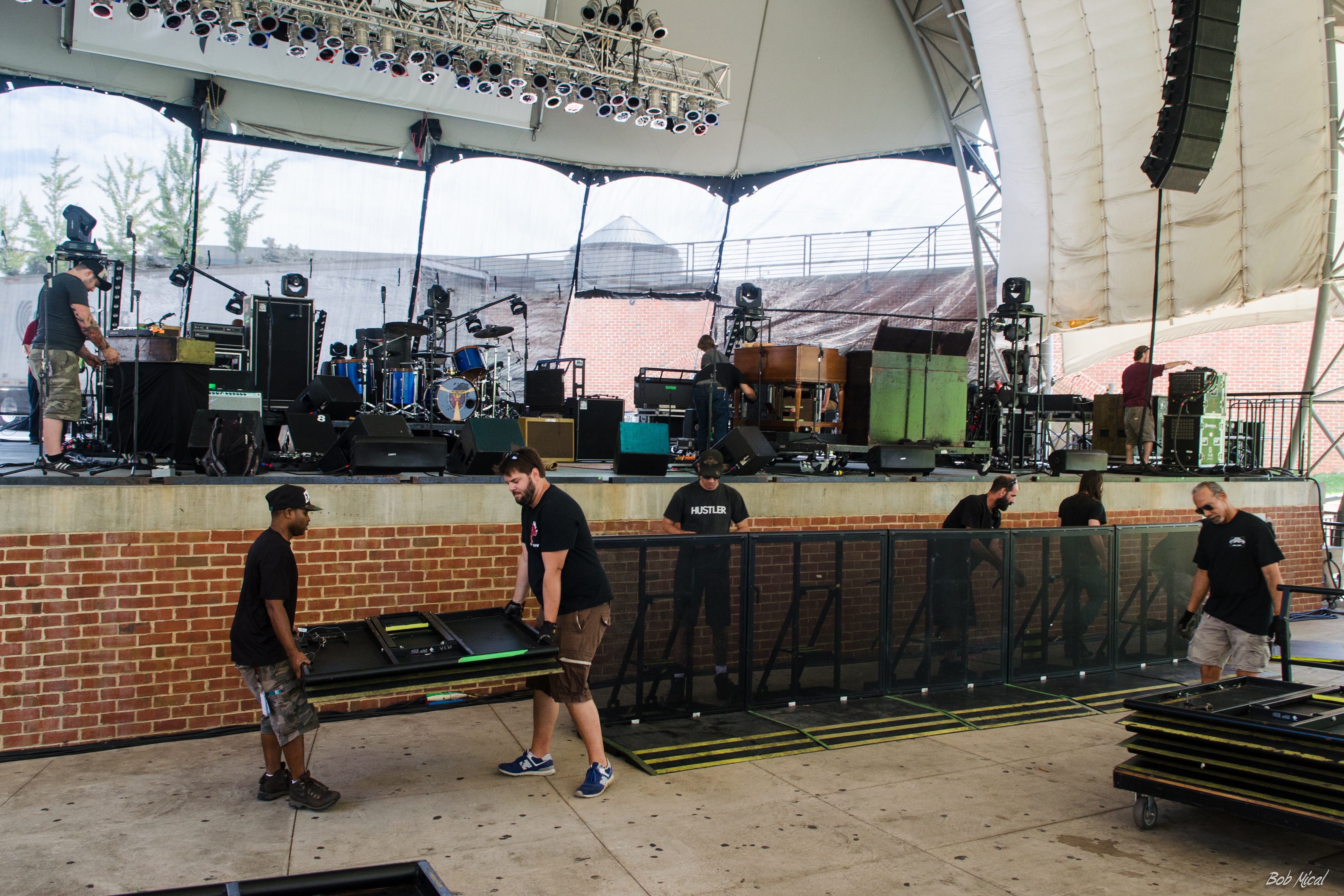
Роуди готовят сцену перед концертом

Дорожная команда — техники и (или) вспомогательный персонал, путешествующий вместе с музыкальной группой во время турне и несущий обязанности по подготовке и проведению всех частей концертов, кроме, собственно, исполнения музыки. Под этим термином может подразумеваться много людей: тур-менеджеры, звукорежиссёры, операторы освещения, пиротехники, гитарные техники, телохранители, водители и другие. Отдельного члена дорожной команды могут называть роуди (англ. roadie от road manager — дорожный менеджер). Члены дорожной команды, как правило, остаются неизвестными публике, однако зачастую группы пишут благодарности своим роуди на развороте обложки альбома.

## Выступления с группой
В некоторых случаях роуди помогают группе с выступлением на сцене.
- Гитарист и вокалист Metallica Джеймс Хэтфилд был по меньшей мере два раза временно заменён в качестве гитариста его гитарным техником — гитаристом Metal Church Джоном Маршалом[2]. В первый раз Хэтфилд был заменён после того, как сломал руку во время катания на скейтборде, во второй раз — после получения тяжёлых ожогов от пиротехники.
- 12 июня 1993 во время исполнения песни «Bullet in the Head» в исландском городе Рейкьявик гитарист Rage Against the Machine Том Морелло и басист Тим Коммерфорд поменялись со своими гитарными техниками[3].
- 19 мая 2016 года музыкальный техник группы «Машина Времени», Александр Кизиченко (Саша Север), исполнял партию перкуссии на концерте в Кейсарии.

## Известные роуди
Некоторые из роуди впоследствии стали музыкантами.
- Лемми был роуди Джими Хендрикса до того, как присоединился к Hawkwind и, позже, сформировал Motörhead.
- Джин Хоглан был оператором освещения Slayer в начале их карьеры[4].
- Джоуи Де Майо, ставший впоследствии одним из основателей Manowar, был пиротехником Black Sabbath во время их тура Heaven and Hell[5].
- Гэри Холт был гитарным техником Кирка Хэммета, когда тот был в Exodus[6].
- Андреас Киссер был гитарным техником вокалиста и гитариста Sepultura Макса Кавалеры, пока ему не предложили заменить предыдущего гитариста Джайро Гуэдэса.
- В Megadeth было два случая, когда роуди занимали места членов группы: барабанщика Гара Самуэльсона, после того, как тот был уволен, заменил его техник Чак Белер. Иронично, что место Чака, спустя некоторое время, так же занял его техник — Ник Менца[7].
- Генри Роллинз был роуди The Teen Idles, группы, двое участников которой позже основали Minor Threat[8].
- Ноэл Галлахер работал на группу Inspiral Carpets в качестве роуди, прежде чем прийти в группу своего младшего брата Лиама, впоследствии ставшую известной как Oasis.

## В массовой культуре
- Песня Motörhead «(We Are) The Road Crew» с альбома Ace of Spades посвящена их дорожной команде.
- Роуди посвящена песня и клип Tenacious D «Roadie» с альбома Rize of the Fenix.
- Главный герой компьютерной игры Brütal Legend — роуди.
- Сериал «Гастролёры».
- Биологические отцы главных героев мультсериала «Бивис и Баттхед», как выяснилось в полнометражном фильме, были роуди группы Mötley Crüe.